# Małyszczyn
Małyszczyn – wieś w Polsce położona w województwie podlaskim, w powiecie siemiatyckim, w gminie Grodzisk.
W latach 1975–1998 miejscowość administracyjnie należała do województwa białostockiego.
Prawosławni mieszkańcy wsi należą do parafii Opieki Matki Bożej w Czarnej Cerkiewnej

## Historia
Wedle Pamiętników Henryka Ciecierskiego, wieś została założona przez hrabiego Wiktora Ossolińskiego:
„...Wiktor Ossoliński jeździł w dalsze swoje knieje na łowy. Chorował on na pęcherz i zatrzymywał się zawsze po drodze w tych samych dwóch miejscach: w jednym zawsze na króciutko, w drugim zawsze na dłużej. Kazał potem w tych dwóch miejscach postojów założyć dwa folwarki, do dziś dnia tam stojące: pierwszy nazwał Małyszczyn, drugi Lubieszczyn...”.